# ハンス・レヴィー
ハンス・レヴィー（Hans Lewy、1904年10月20日 - 1988年8月23日）は、ユダヤ人のドイツ生まれのアメリカ合衆国の数学者で、偏微分方程式と多変数複素関数に関する業績で著名である。

## 生涯
レヴィーは1904年10月20日に、ドイツのブレスラウ(現在はポーランドのヴロツワフ)に生まれた。時代遅れのため地元のヴロツワフ大学を避けるようアドバイスを受け、ワイマール共和国のハイパーインフレの間、線路の整備の副業で稼ぎながら、ゲッティンゲン大学で勉学を開始した。ゲッティンゲンでは、レヴィーは数学と物理学を学んだ。教師には、マックス・ボルン、リチャード・クーラント、ジェームズ・フランク、ダフィット・ヒルベルト、エドムント・ランダウ、エミー・ネーター、アレクサンダー・オストロウスキーがいた。1926年レヴィーは学位を得た。その時、レヴィーと友人であるクルト・オットー・フリードリヒスは、クーラントの助手となり、ゲッティンゲンの私講師(privatdozent)となった。有名なCFL条件は、1928年のこの時に由来する。
クーラントの推薦で、レヴィーはロックフェラー奨学金を獲得し、その資金で1929年ローマに旅行し、トゥーリオ・レヴィ＝チヴィタとフェデリゴ・エンリケスと共に代数幾何学を研究し、そして1930年パリに旅行し、ジャック・アダマールのセミナーに参加した。1933年ヒトラーが首相に選ばれた後、ハーバート・ビュースマンの勧めによりドイツをまた離れることになった。レヴィーはマドリードにおいて職を紹介されたが、フランシスコ・フランコの下での未来を恐れ、それを断った。レヴィーはイタリアとフランスを再訪問したが、避難外国人学者支援緊急委員会の招待とアダマールの援助により、アメリカのブラウン大学の2年間の職を得た。その期間の終わり、レヴィーはカリフォルニア大学バークレー校に移った。
第二次世界大戦の間、レヴィーはパイロットの資格を取得したが、アバディーン性能試験場で働いた。レヴィーは1947年、ヘレン・クロスバイ(Helen Crosby)と結婚した。
1950年、レヴィーは忠誠の宣誓に署名するのを拒んで、バークレーを解雇された。1952年と1953年、レヴィーはハーバード大学とスタンフォード大学で教え、カリフォルニア州最高裁判所の事案であるトルーマン v. アンダーヒルにより復職した。
レヴィーは1972年バークレーを退職し、1973年ミネソタ大学の数学のOrdway Profeffornの一人になった。1988年8月23日バークレーで、レヴィーは死去した。
レヴィーは偏微分方程式への顕著な貢献で知られている。1957年の2階線型偏微分方程式の有名な例は、驚くべきもので想定外のものであったため、現代解析を重要な方法に形成しただけでなく、全分野が新しい方向へ向かった。この例に基づいて、ルイス・ニーレンバーグとラース・ヘルマンダー等は、その分野の理論と構造に対する重要な変化を概略した。これは多くの解析学者と数学者により主要な発展として受け入れられた。
以下の分野でもレヴィーは業績を残した。非線形双曲型・楕円型方程式に関連する多変数複素関数。1930年代初期の(現在ではソボレフ空間と呼ばれている)波面の初期値問題の良設定。解析データに対するヘルマン・ワイルとヘルマン・ミンコフスキーの古典的な問題の解(元の問題は1949年、ルイス・ニーレンバーグにより博士論文の一部として解かれた)。極小曲面の拡張可能性と完全に、あるいは部分的に自由な境界の解析的性質。水力学における水の波面の自由境界問題。そして、「水力学的」観点からの数論の平方剰余の相互法則の証明。

## 賞と名誉
1964年、レヴィーは米国科学アカデミーの会員に選出され、アメリカ芸術科学アカデミーの会員にもなった。1972年、アッカデーミア・デイ・リンチェイの外国人会員になった。1979年、スティール賞を、1986年偏微分方程式に対する業績に対してウルフ賞数学部門を受賞した。1986年、ボン大学はレヴィーに名誉学位を授けた。

## Publications
- Lewy, Hans (1935). “A priori limitations for Monge-Ampère equations”. Trans. Amer. Math. Soc. 37:  417–434. doi:10.1090/s0002-9947-1935-1501794-9. MR1501794.
- (1936). “On the non-vanishing of the Jacobian in certain one-to-one mappings”. Bull. Amer. Math. Soc. 42 (10):  689–692. doi:10.1090/s0002-9904-1936-06397-4. MR1563404.
- (1936). “Generalized integrals and differential equations”. Proc Natl Acad Sci U S A 22 (6):  377–381. Bibcode: 1936PNAS...22..377L. doi:10.1073/pnas.22.6.377. PMC 1076784. PMID 16588088.
- (1937). “A priori limitations for Monge-Ampère equations. II”. Trans. Amer. Math. Soc. 41:  365–374. doi:10.1090/s0002-9947-1937-1501906-9. MR1501906.
- (1938). “On the existence of a closed convex surface realizing a given Riemannian metric”. Proc Natl Acad Sci U S A 24 (2):  104–106. Bibcode: 1938PNAS...24..104L. doi:10.1073/pnas.24.2.104. PMC 1077039. PMID 16588189.
- (1938). “Generalized integrals and differential equations”. Trans. Amer. Math. Soc. 43 (3):  437–464. doi:10.1090/s0002-9947-1938-1501953-8. MR1501953.
- (1938). “On differential geometry in the large. I. Minkowski's problem”. Trans. Amer. Math. Soc. 43 (2):  258–270. doi:10.1090/s0002-9947-1938-1501942-3. MR1501942.
- Lewy, Hans; Green, John Willie (1939). Aspects of the Calculus of Variations. Berkeley: U. of California Press; notes by J. W. Green from lectures by Hans Lewy, vi+96 pp.[9]
- Lewy, Hans (1946). “Water waves on sloping beaches”. Bull. Amer. Math. Soc. 52 (9):  737–775. doi:10.1090/s0002-9904-1946-08643-7. MR0022134.
- (1951). “On the boundary behavior of minimal surfaces”. Proc Natl Acad Sci U S A 37 (2):  103–110. Bibcode: 1951PNAS...37..103L. doi:10.1073/pnas.37.2.103. PMC 1063312. PMID 16578356.
- (1952). “A note on harmonic functions and a hydrodynamical application”. Proc. Amer. Math. Soc. 3:  111–113. doi:10.1090/s0002-9939-1952-0049399-9. MR0049399.
- (1959). “On the reflection laws of second order differential equations in two independent variables”. Bull. Amer. Math. Soc. 65 (2):  37–58. doi:10.1090/s0002-9904-1959-10270-6. MR0104048.

デイビット・キンダレレールにより編集され、レヴィーの最も重要な業績を含んだ選集は2冊の書籍(Kinderlehrer 2002a)と(Kinderlehrer 2002b)として出版された。
- Kinderlehrer, David, ed. (2002a), Hans Lewy Selecta. Volume 1, Contemporary Mathematicians, Boston-Basel-Stuttgart: Birkhäuser Verlag, pp. lxvi+357, ISBN 0-8176-3523-8, Zbl 1132.01312. With biographical essays by Helen Lewy and Constance Reid, and commentaries on Lewy's work by Erhard Heinz, Peter D. Lax, Jean Leray, Richard MacCamy, Louis Nirenberg and François Treves.
- Kinderlehrer, David, ed. (2002b), Hans Lewy Selecta. Volume 2, Contemporary Mathematicians, Boston-Basel-Stuttgart: Birkhäuser Verlag, pp. xviii, 446, ISBN 0-8176-3524-6, Zbl 1147.01335.

次の業績は「Selecta」に原語、あるいは翻訳された形で含まれている。
- Courant, R.; Friedrichs, K.; Lewy, H. (1928), “Über die partiellen Differenzengleichungen der mathematischen Physik” (German), Mathematische Annalen 100 (1):  32–74, Bibcode: 1928MatAn.100...32C, doi:10.1007/BF01448839, JFM 54.0486.01, MR1512478. There are also two English translations of the 1928 German original paper: the first one is a translation from the German by Phyllis Fox, circulated as a research report: Courant, R.; Friedrichs, K.; Lewy, H. (September 1956) [1928], On the partial difference equations of mathematical physics, AEC Research and Development Report, NYO-7689, New York: AEC Computing and Applied Mathematics Centre – Courant Institute of Mathematical Sciences, pp. V + 76,  オリジナルのOctober 23, 2008時点におけるアーカイブ。. The second one is a typographical improvement of the first, published by IBM as: Courant, R.; Friedrichs, K.; Lewy, H. (March 1967) [1928], “On the partial difference equations of mathematical physics”, IBM Journal of Research and Development 11 (2):  215–234, Bibcode: 1967IBMJ...11..215C, doi:10.1147/rd.112.0215, MR0213764, Zbl 0145.40402. A freely downloadable  version of this one can be found here
- Lewy, Hans (1957), “An example of a smooth linear partial differential equation without solution”, Annals of Mathematics 66 (1):  155–158, doi:10.2307/1970121, JSTOR 1970121, MR0088629, Zbl 0078.08104.
- Lewy, Hans (1977), On the boundary behavior of holomorphic mappings (Lezione tenuta il 3 maggio 1976) (Lecture given on May 3, 1976), Contributi del Centro Linceo Interdisciplinare di Scienze Matematiche e Loro Applicazioni, 35, Rome: Accademia Nazionale dei Lincei, pp. 8.